# 大いなる夜
『大いなる夜』（おおいなるよる、The Big Night）は、1951年のアメリカ合衆国のサスペンス映画。ジョゼフ・ロージー監督が赤狩りを逃れてヨーロッパに亡命する前にハリウッドで最後に撮った作品。出演はジョン・バリモア・ジュニアとプレストン・フォスターなど。スタンリイ・エリンの小説『断崖（原題：Dreadful Summit）』を原作とし、原作者であるエリンが脚色に加わっている。
日本では劇場未公開だがWOWOWで放映された他、2012年4月6日に発売された「ジョセフ・ロージー傑作選 DVD-BOX」に収録されている。

## ストーリー
生まれて間もなく母を亡くしたジョージは、寡黙な父アンディと、その親友で共にバーを経営しているフラナガンの3人で暮らしていた。あまり会話はないが男らしい父親をジョージは尊敬していた。
そんなある日、アンディのバーでジョージの17歳の誕生日を父子で祝っていると、そこに人気コラムニストのスポーツ記者アル・ジャッジが現れ、いきなりアンディに向かって服を脱いで四つん這いになれと命令する。何故か黙ってそれに従うアンディ。するとアルは持っていた杖でアンディをめった打ちにする。あまりの屈辱的な出来事に激しいショックを受けたジョージは、アルへの復讐を考え、拳銃を持ち出し、夜の町に飛び出す。
ジョージは、父親と一緒に観に行く予定だったボクシングの試合にアルも記者としてやってくると思い、試合会場に向かうが、アルを捕まえることはできなかった。その会場でふとしたことから知り合った気のいいクーパー博士に気に入られたジョージは、アルが新聞社に戻るまでの時間つぶしも兼ねて、そのままクーパー博士に付き合い、夜の町を楽しむ。
酔いつぶれたジョージは、クーパー博士の恋人ジュリーの家で休んでいた。目覚めるとそこにはジュリーの妹マリオンがいた。父親のことをマリオンに語るうちに、ジョージはマリオンにほのかな恋心を抱き、初めてのキスを交わす。しかし、マリオンがジョージの拳銃を寝ている間にこっそり隠していたことで、自分を子供扱いしていると感じたジョージは、拳銃を見つけ出し、部屋を飛び出す。
新聞社にアルに会いに行くと、既に帰宅したと知らされる。アルの居場所を教えてもらい、目的のアパートに到着したジョージは、そのアパートの入り口に父親の恋人フランシスの名前を見つけた。疑問を抱きながらもフランシスの部屋に入ると、そこにはアルがいた。拳銃を向けるジョージ。アルはジョージの知らなかった衝撃の事実を語り始める。
フランシスはアルの妹で、アンディから「結婚はできない」と告げられて自殺していたのだ。
アルは改めてアンディへの激しい憎悪を示す。ショックを受けたジョージは銃を置いてその場を後にしようとする。ところがジョージが残した銃を手に取ったアルが、銃口をジョージに向ける。そしてアルとジョージがもみ合ううちに銃が暴発し、アルが倒れる。アルを撃ち殺してしまったと思ったジョージは銃を持って逃げ出し、マリオンのもとに向う。しかし、アルを撃ったことを知ったクーパー博士は激怒し、ジョージを追い出す。
家に辿りついたジョージをアンディはベッドに寝かしつける。そこに警察がやって来て、アルを撃った犯人としてアンディが逮捕される。実はアルは死んでおらず、かすり傷で済んでいたのだが、父親が自分の身代わりになることに耐えられないジョージは、自分を逮捕しなければ銃で自殺すると叫ぶ。この事態にアンディはようやくジョージに真実を語る。実は死んだとされていたジョージの母親はまだ生きていて、かつて子育てに疲れて男を作って駆け落ちしたこと、そんな母親をジョージに憎んで欲しくなかったために死んだことにしていたことを告げる。そして、そんな彼女をいまだに愛しているため、フランシスには結婚できないと告げたのだと語る。父の言葉に落ち着きを取り戻したジョージは父とともに警察に向う。

## キャスト
- ジョージ・ラメイン: ジョン・バリモア・ジュニア
- アンディ・ラメイン: プレストン・フォスター - ジョージの父。バーを経営。
- マリオン: ジョーン・ロリング（英語版） - ジョージが恋心を抱いた女性。
- アル・ジャッジ: ハワード・セント・ジョン（英語版） - 人気コラムニストのスポーツ記者。
- ジュリー: ドロシー・カミンゴア（英語版） - マリオンの姉。
- ロイド・クーパー博士: フィリップ・ボーヌフ（英語版） - ジュリーの恋人。
- フラナガン: ハウランド・チャンバーリン（英語版） - アンディの親友。バーの共同経営者。